# Scott Krinsky

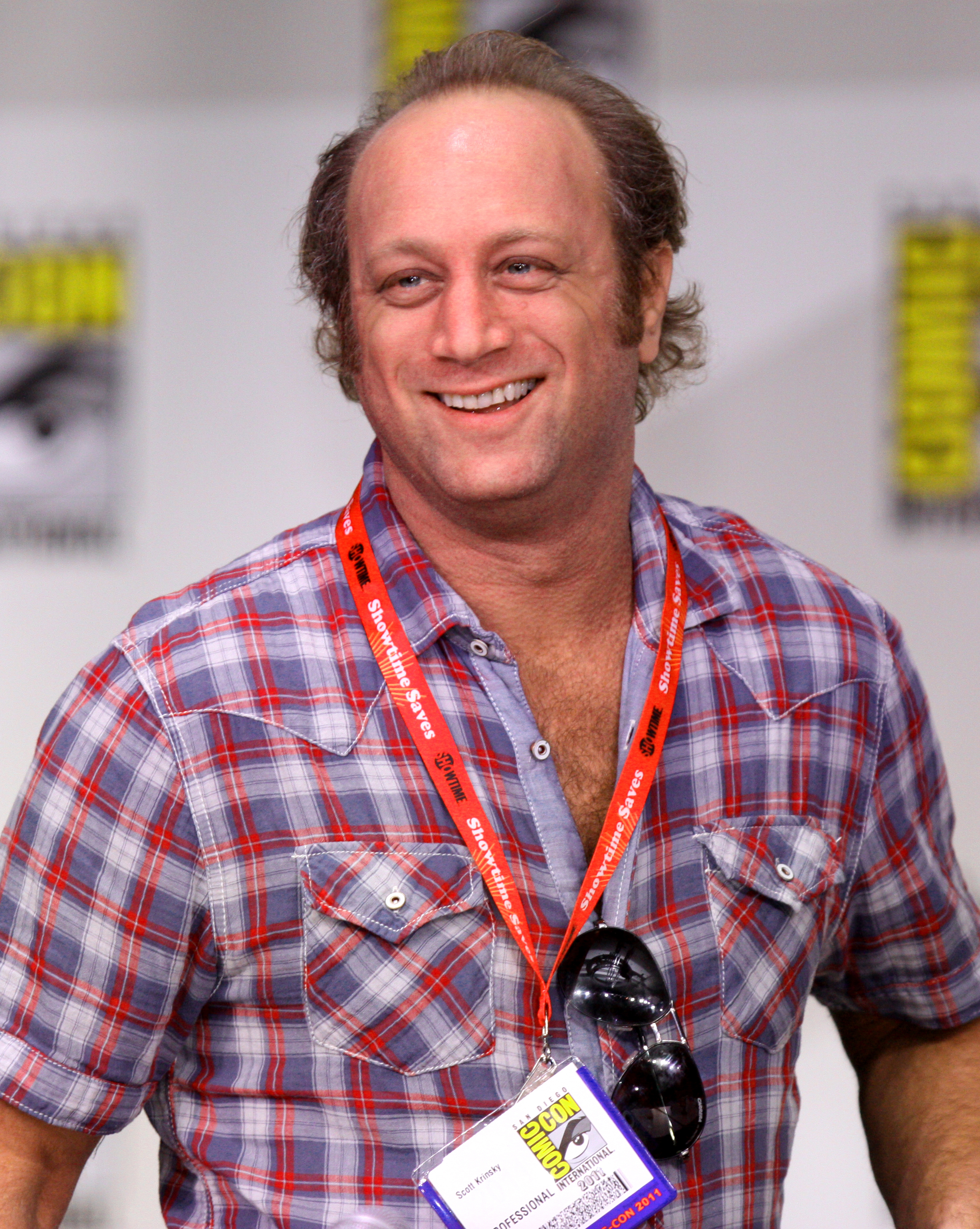
Scott Krinsky auf der Comic Con 2011

Scott Krinsky (* 24. November 1968 in Washington, D.C.) ist ein US-amerikanischer Schauspieler und Stand-up-Comedian. Seine bekanntesten Rollen sind Darryl in der Fernsehserie O.C., California und Jeff in Chuck.

## Biografie
Scott Krinsky wurde in Washington, D.C. geboren und wuchs in Olney, Maryland, 35 Kilometer nördlich von Washington, D.C. auf. Bereits als Kind hatte er den Wunsch Schauspieler zu werden. Bis 1990 studierte er Rundfunkjournalismus und Kommunikationswissenschaft auf der Salisbury University in Salisbury, Maryland. Während seines Studiums arbeitete er kurzzeitig für den US-amerikanischen Fernsehsender CNN. Als er erste Schauspielkurse besuchte, beendete er seine Arbeit dort und zog schließlich nach Los Angeles, um Schauspieler zu werden.
Nach einigen Nebenrollen in verschiedenen Independentfilmen und einer Folge der Fernsehserie Without a Trace, erhielt er in der Teen-Dramaserie O.C., California von Josh Schwartz 2006 erstmals eine wiederkehrende Gastrolle als Obdachloser Darryl. Die Figur sollte ursprünglich nur in einer Folge auftreten, letztendlich war Krinsky in insgesamt fünf Folgen zu sehen. Als Josh Schwartz mit Chuck eine neue Dramedy-Fernsehserie entwickelte, bot er Krinsky die Rolle des Jeff an. Diese spielte er von 2007 bis 2012 in fünf Staffeln als Teil der Hauptbesetzung. Auch in mehreren Webserien und Kurzfilmen der Serie spielte er diese Rolle.
Krinsky tritt als Stand-up-Comedian in verschiedenen Comedy-Theatern, wie im Comedy Store, Laugh Factory und Improv auf. Er ist ehemaliges Mitglied der Theatergruppe The Bad Puppets und derzeitiges Mitglied der TheSpyAnts Theater Company.
Zudem war er in verschiedenen Werbespots zu sehen. So unter anderem für McDonald’s, Mountain Dew oder Dish Network.

## Filmografie
- 1994: Geht’s hier nach Hollywood? (I’ll Do Anything)
- 2005: The Dry Spell
- 2005: Without a Trace – Spurlos verschwunden (Without a Trace, Fernsehserie, Folge 4x10)
- 2006: Drain Baby
- 2006: Love Made Easy
- 2006: Shamelove
- 2006–2007: O.C., California (The O.C., Fernsehserie, 5 Folgen)
- 2007–2012: Chuck (Fernsehserie, 79 Folgen)
- 2009: Silverlake Video: The Movie
- 2011: Transformers 3
- 2011: Drain Baby
- 2013: American Idiots
- 2013: Jobs
- 2015: Tangerine L.A. (Tangerine)